# Wipsowo
Wipsowo [vʲipˈsɔvɔ] (tiếng Đức: Wieps)  là một ngôi làng thuộc khu hành chính của Gmina Barczewo, thuộc huyện Olsztyński, Warmińsko-Mazurskie, ở miền bắc Ba Lan. Nó nằm khoảng 11 kilômét (7 mi) về phía đông bắc của Barczewo và 24 km (15 mi) về phía đông bắc của thủ đô khu vực Olsztyn.
Trước năm 1772, khu vực này là một phần của Vương quốc Ba Lan. Từ 1772-1918, nó được đặt tại Vương quốc Phổ, và sau đó là ở tỉnh Đông Phổ của cả Cộng hòa Weimar và Reich thứ ba.
Ngôi làng có dân số 764 người.

## Cư dân đáng chú ý
- Emil Stürtz (1892-1945), chính trị gia Đức Quốc xã